# Bauma
Bauma (toponimo tedesco) è un comune svizzero di 4 909 abitanti del Canton Zurigo, nel distretto di Pfäffikon.

## Storia
IL 1° gennaio 2015 ha inglobato il comune soppresso di Sternenberg.

## Monumenti e luoghi d'interesse

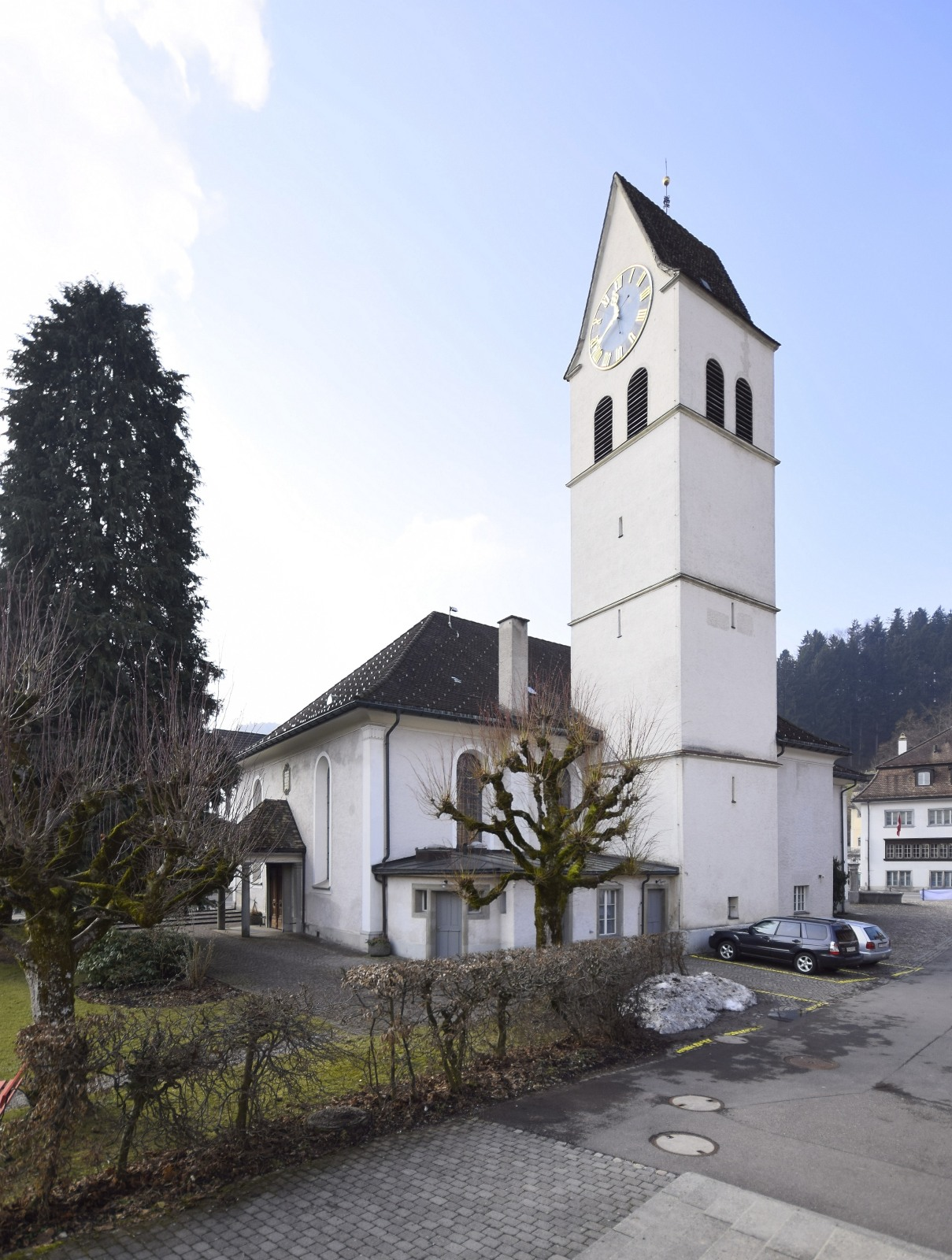
La chiesa riformata

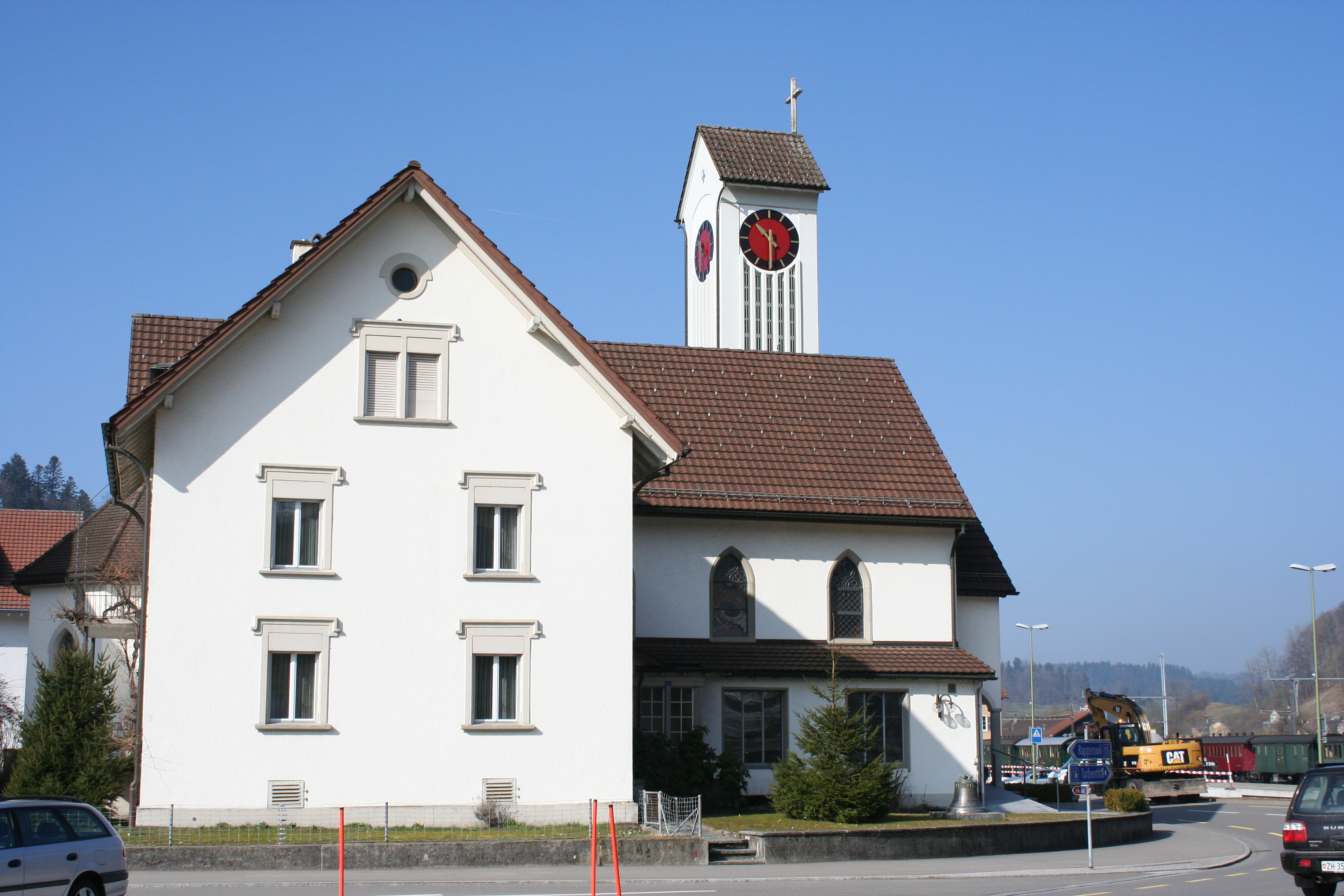
La chiesa di Sant'Antonio

- Chiesa riformata, eretta nel 1651[1];
- Chiesa cattolica di Sant'Antonio, eretta nel 1902-1903[1].

## Società

### Evoluzione demografica
L'evoluzione demografica è riportata nella seguente tabella:
Abitanti censiti

## Infrastrutture e trasporti

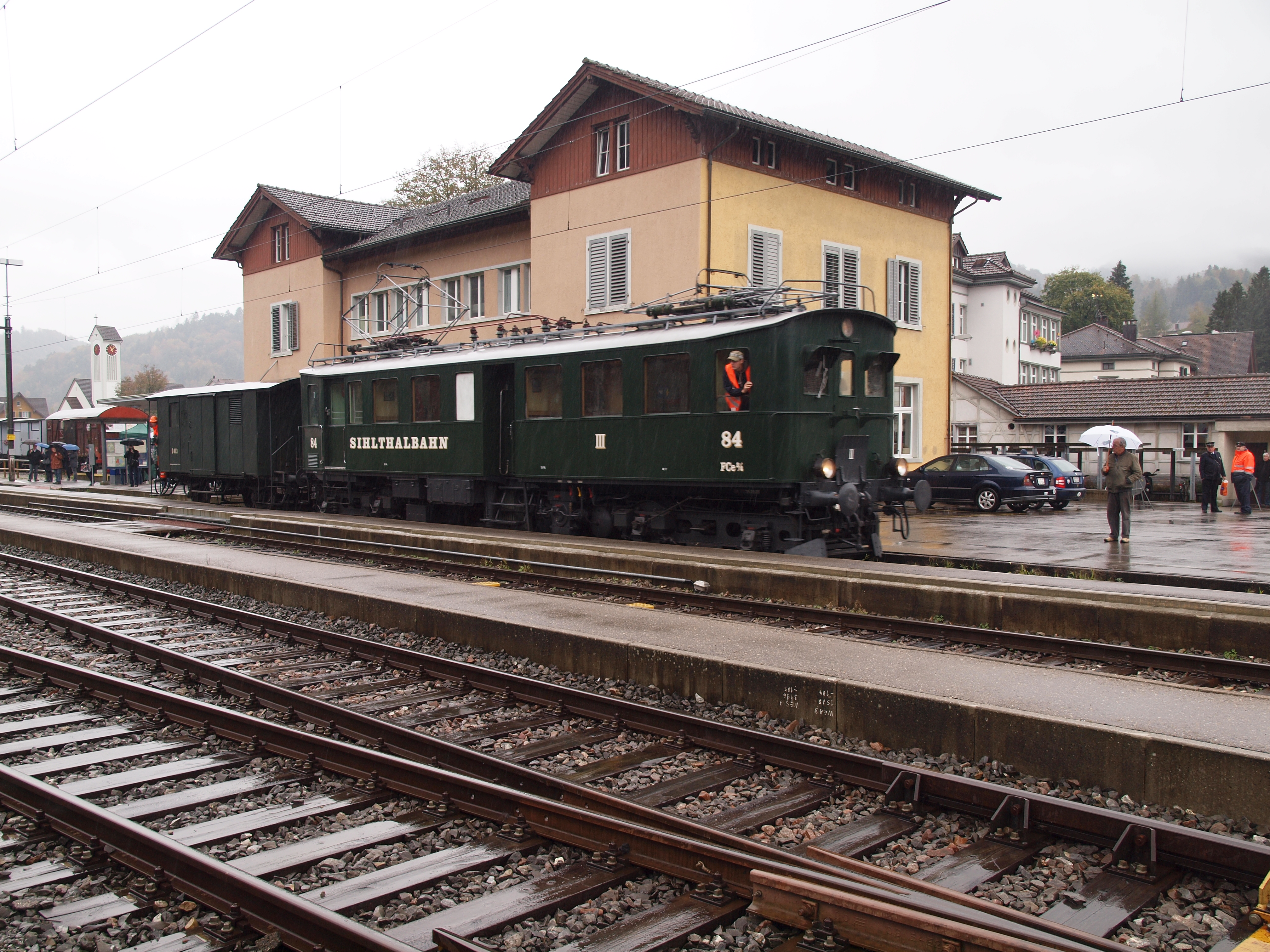
La stazione di Bauma

Bauma è servito dall'omonima stazione e da quella di Saland sulla Tösstalbahn (linea S26 della rete celere di Zurigo); la stazione di Bauma è capolinea della linea turistica per Hinwil.

## Amministrazione
Ogni famiglia originaria del luogo fa parte del cosiddetto comune patriziale e ha la responsabilità della manutenzione di ogni bene ricadente all'interno dei confini del comune.